# Beatrix z Béziers
Beatrix z Béziers (francouzsky Béatrice Trencavel) byla druhou manželkou Raimonda VI., budoucího hraběte z Toulouse.
Narodila se jako dcera Raimonda Trencavela, nesmiřitelného nepřítele hrabat z Toulouse. Po jeho smrti se dohodlo dvojité sňatkové spojení mezi oběma rody, jež mělo  upevnit konečný smír.  Beatrix se stala se druhou manželkou  Raimonda z Toulouse a její bratr Roger Trencavel se oženil s Adélou z Toulouse.
Roku 1189 Raimond z Toulouse Beatrix zapudil. Odebrala se do katarského kláštera.